# Thera obliterata
Thera obliterata är en fjärilsart som beskrevs av B. White 1878. Thera obliterata ingår i släktet Thera och familjen mätare. Inga underarter finns listade i Catalogue of Life.